# Serica plutenkoi
Serica plutenkoi är en skalbaggsart som beskrevs av Ahrens 2005. Serica plutenkoi ingår i släktet Serica och familjen Melolonthidae. Inga underarter finns listade i Catalogue of Life.